# Kiarina Kordela
A. Kiarina Kordela ( /kɔːrˈdɛlə/ ; (nascida em 13 de julho de 1963) é uma filósofa e teórica crítica greco-americana. Ela é professora de Estudos Alemães e diretora fundadora do Programa de Teoria Crítica no Macalester College em Saint Paul, MN.

## Carreira
De 2010 a 2017, Kordela foi Professora Adjunta Honorária no Centro de Pesquisa de Escrita e Sociedade da Universidade de Western Sydney, Austrália. Sua pesquisa combina filosofia, teoria política, psicanálise, teoria do cinema, teoria literária e literatura, análise da cultura e ideologia, história intelectual e biopolítica.
Sua principal abordagem e foco está na relação entre estruturas econômicas e metafísica na modernidade capitalista secular. Kordela oferece reinterpretações da psicanálise lacaniana e da biopolítica foucaultiana usando o trabalho de Spinoza e Marx através das lentes da psicanálise e outras teorias críticas. Suas investigações teóricas são relevantes para uma variedade de questões sociais contemporâneas e campos
acadêmicos de estudo, incluindo Estudos Pós-coloniais, Teoria Crítica da Raça, Estudos Críticos do Terrorismo, Literatura Comparada e Estudos de Cinema.

### $urplus: Spinoza, Lacan(2007)
Em 2007, Kordela publicou $urplus: Spinoza, Lacan, onde afirma que a obra do psicanalista Jacques Lacan continua o pensamento que perpassa Spinoza e Marx. Ela argumenta que essa linha de pensamento implica uma reconceitualização radical do Ser ou da aparência e, além disso, que essa nova ontologia funciona "não apenas para derrubar a hierarquia platônica, mas para derrubá-la como obsoleta".
Kordela desafia certas interpretações de Spinoza (a saber, as de Jonathan Israel, Antonio Negri, Michael Hardt, Gilles Deleuze, Félix Guattari e outros chamados neo-espinozistas, bem como seus críticos, como Slavoj Žižek e Alain Badiou), argumentando que todos negligenciam as contradições inerentes à obra de Spinoza. Uma dessas contradições, que é central para a análise de Kordela de Spinoza e sua fidelidade ao monismo dele, é sua afirmação de que "a verdade é o padrão tanto de si mesma quanto do falso". Kordela argumenta que esse conceito ternário de verdade — verdade, ela mesma e o falso — revela a ruptura de Spinoza com os binarismos do platonismo e do antiplatonismo. Kordela mostra que essa estrutura ternária corresponde ao argumento de Lacan de que a verdade tem a estrutura de uma ficção. Kordela traça o surgimento de “prazer” e “ olhar ” das teorias de Spinoza sobre Deus, verdade e causalidade, a crítica de Kant da razão pura e, com base em Kojin Karatani, a aplicação pioneira de Marx da teoria dos conjuntos à economia. A principal conquista de $urplus é afastar-se do impasse lógico da crítica da razão de Kant para as teorias do excedente de Lacan e Marx por meio da teoria dos conjuntos.

### Ser, Tempo, Bios" Capitalismo e Ontologia(2013)
Embora ambas compartilhem um foco na vida humana inscrita pelo poder, a biopolítica foucaultiana e a psicanálise lacaniana permaneceram isoladas e até mesmo opostas uma à outra. Em Ser, tempo, bios, A. Kiarina Kordela visa superar essa divisão, formulando uma ontologia histórica que se baseia em Spinoza, Marx, Heidegger e Sartre para teorizar a mudança de caráter do ser e do tempo sob o capitalismo secular . Com insights da teoria do cinema, estudos pós-coloniais e teoria da raça, a ampla análise de Kordela sugere uma compreensão radicalmente nova do capitalismo contemporâneo, em que a incerteza, o sacrifício, a imortalidade e o olhar são centrais.

### Epistemontologia em Spinoza-Marx-Freud-Lacan: O (Bio)Poder da Estrutura(2019)
Neste livro, Kordela vai além do representacionismo (ou correlacionismo) e das tentativas de desafiá-lo – como a “revelação do ser” de Heidegger, o retorno de Alain Badiou ao platonismo, o “expressionismo” de Deleuze, o materialismo especulativo (por exemplo, Quentin Meillassoux), vários tipos de ontologia orientada a objetos, etc. - fundamentando um paralelismo ou homologia entre palavras e coisas (indexado pelo termo epistemontology ) no monismo espinosano e sua subsequente formulação na teoria do fetichismo da mercadoria de Marx (neste contexto, o livro também se envolve estreitamente com trabalho de Alfred Sohn-Rethel).
Este livro argumenta ainda que o pensamento secular tende para o formalismo e o estruturalismo - definido com precisão por Deleuze como um modo de pensamento em que "os locais prevalecem sobre o que quer que os ocupe" (2004, 174) - e mostra o desenvolvimento dessa tendência não apenas na ontologia e na epistemologia, mas também na teoria estética e no desenvolvimento do pensamento psicanalítico. Nesse contexto, Kordela também aborda a intrigante relação entre estruturalismo e dialética. Mas, argumenta Kordela, sempre há também um excesso ou excedente para o estruturalismo, e esse excedente é o que a linha de pensamento Spinoza-Marx-Freud-Lacan se refere com os conceitos de causalidade imanente e essência singular (Spinoza), força de trabalho (Marx) e libido/prazer (Freud/Lacan). Esse excesso de estrutura conduz a uma revisão espinosano-marxiana-lacaniana do conceito de biopoder, muito além da redução foucaultiana do bios à inscrição discursiva do corpo biológico e da população.

### Livros
- 2019, Epistemontology em Spinoza-Marx-Freud-Lacan: The (Bio)Power of Structure, Londres: Routledge.[9]
- 2018, Spinoza's Authority, Volume 1: Resistance and Power in Ethics, Londres: Bloomsbury (coeditado com Dimitris Vardoulakis).
- 2018, Spinoza's Authority, Volume 2: Resistance and Power in Political Treatises, Londres: Bloomsbury (coeditado com Dimitris Vardoulakis).
- 2013, Ser, Tempo, Bios: Capitalismo e Ontologia, Albany: SUNY Press.[10]
- 2011, Freedom and Confinement in Modernity: Kafka's Cages, Nova York: Palgrave-Macmillan (com Dimitris Vardoulakis ).
- 2007, $urplus: Spinoza, Lacan, Albany: SUNY Press.[11]

### Livros editados
- Spinoza's Authority, Volume 1: Resistance and Power in Ethics, Londres: Bloomsbury, 2018.[12]
- Spinoza's Authority, Volume 2: Resistance and Power in Political Treatises, Londres: Bloomsbury, 2018.[13]
- Freedom and Confinement in Modernity: Kafka's Cages, New York: Palgrave-Macmillan, 2011.[14]